# Yacheng, Fujian
Yacheng är en köping i sydöstra Kina. Den ligger i Xiapu härad i staden Ningde i provinsen Fujian, omkring 130 kilometer nordost om provinshuvudstaden Fuzhou. Antalet invånare är 25 519. Befolkningen består av 11 980 kvinnor och 13 539 män. Barn under 15 år utgör 13,0 %, vuxna 15-64 år 76 %, och äldre över 65 år 9,0 %.